# Fabrice Serbelloni
Fabrice Serbelloni (? - 1580) est un militaire, originaire de Milan, cousin du pape Pie IV, commandant général des troupes pontificales du Comtat. Il est le frère cadet de Gabriel Serbelloni.

## Biographie
Fabrice Serbelloni commence sa carrière militaire en tant que capitaine d'une compagnie d'ordonnance, puis devient gouverneur de Pavie pour Charles Quint. Il est nommé par son cousin, le pape Pie IV, en 1561, gouverneur d'Avignon et du Comtat Venaissin, et général des troupes pontificales ; sa mission est de lutter contre l'hérésie à Avignon et dans le Comtat . Il  Pour ce faire, il proscrit la Réforme dans la cité papale, transforme le Palais des papes d'Avignon en prison pour les hérétiques et, en 1562, fait décapiter Jean-Perrin Parpaille[Qui ?] sur la place du palais.
La même année, il prend position contre le baron des Adrets, capitaine dauphinois des troupes protestantes, qui assiège Carpentras, à défaut de pouvoir s'en prendre à Avignon. Après avoir ravagé le Comtat Venaissin, le baron des Adrets installe ses troupes au pied de l'aqueduc de Carpentras, le 28 juillet 1562. La résistance des Carpentrassiens, organisée par le seigneur de Venasque, le surprend. Les troupes de Fabrice Serbelloni arrivant d'Avignon dans la nuit du 4 au 5 août 1562 mettent en retraite les troupes protestantes. 
Confirmé dans ses charges par Pie V, après avoir fait alliance avec les comtes de Suze-la-Rousse et Carcès, et repris la ville d'Orange, il est de retour à Rome, où il meurt en 1580.

## Pour en savoir plus